# Frasier – A dumagép
A Frasier – A dumagép (eredeti cím: Frasier) amerikai szituációs komédia, mely 1993 és 2004 között, tizenegy évadon át futott az NBC csatornán.
A program megalkotója és producere David Angell, Peter Casey és David Lee (a Grub Street Productions képviseletében), együttműködve a Grammnet (2004) és a Paramount Network Television cégekkel. A sorozat a Cheers spin-offja és az abban megismert pszichiáter, Frasier Crane életének alakulását mutatja be, aki szülővárosába, Seattle-be visszatérve új életet kezd. Rádiós tanácsadói munkája mellett ismét felveszi a kapcsolatot apjával és testvérével, valamint új barátokat is szerez. A főbb szerepekben Kelsey Grammer, Jane Leeves, David Hyde Pierce, Peri Gilpin és John Mahoney tűnik fel.
A Frasier kritikai fogadtatása kiemelkedően pozitív volt, összesen harminchét Primetime Emmy-díjat kapott, a bemutatásának idején rekordot döntve ezzel. Öt egymást követő évben nyerte meg a legjobb vígjáték-sorozatnak járó Primetime Emmy-díjat.

## Szereplők
| Színész           | Szerep                | Magyar hang                                      | Magyar hang     | Leírás                                                            |
| Színész           | Szerep                | 1. változat                                      | 2. változat     | Leírás                                                            |
| ----------------- | --------------------- | ------------------------------------------------ | --------------- | ----------------------------------------------------------------- |
| Kelsey Grammer    | Frasier Crane         | Szombathy Gyula (1. hang) Sörös Sándor (2. hang) | Dózsa Zoltán    | rádiós pszichiáter, a sorozat főszereplője                        |
| Jane Leeves       | Daphne Moon (Crane)   | Németh Borbála (1. hang) Kiss Erika (2. hang)    | Mezei Kitty     | gyógytornász, Niles Crane szerelme, majd felesége                 |
| David Hyde Pierce | Niles Crane           | Bor Zoltán (1. hang) Láng Balázs (2. hang)       | Seder Gábor     | Frasier öccse, szintén pszichiáter                                |
| Peri Gilpin       | Roz Doyle             | Kocsis Mariann                                   | Nádasi Veronika | Frasier rádióműsorának producere                                  |
| John Mahoney      | Martin Crane          | Sinkó László (1. hang) Versényi László (2. hang) | Rosta Sándor    | Frasier és Niles apja                                             |
| Dan Butler        | Bob "Bulldog" Briscoe | N/A                                              | Magócs Ottó     | a Frasier rádiós műsora után következő sportprogram műsorvezetője |

### Magyar változat
1. változat
- Szinkronrendező: Juhász Anna

2. változat
- Szinkronrendező: Frenkó Zsolt (1–4., 6–8., 10–11. évad), Hegedűs Miklós (5., 9. évad)

## Epizódok
| Évad | Évad        | Epizódok    | Eredeti sugárzás     | Eredeti sugárzás   | Eredeti adó |
| Évad | Évad        | Epizódok    | Évadpremier          | Évadfinálé         | Eredeti adó |
| ---- | ----------- | ----------- | -------------------- | ------------------ | ----------- |
|      | 1           | 24          | 1993. szeptember 16. | 1994. május 19.    | NBC         |
|      | 2           | 24          | 1994. szeptember 20. | 1995. május 23.    | NBC         |
|      | 3           | 24          | 1995. szeptember 19. | 1996. május 21.    | NBC         |
|      | 4           | 24          | 1996. szeptember 17. | 1997. május 20.    | NBC         |
|      | 5           | 24          | 1997. szeptember 23. | 1998. május 19.    | NBC         |
|      | 6           | 24          | 1998. szeptember 24. | 1999. május 20.    | NBC         |
|      | 7           | 24          | 1999. szeptember 23. | 2000. május 18.    | NBC         |
|      | 8           | 24          | 2000. október 24.    | 2001. május 22.    | NBC         |
|      | 9           | 24          | 2001. szeptember 25. | 2002. május 21.    | NBC         |
|      | Különkiadás | Különkiadás | 2001. november 13.   | 2001. november 13. | NBC         |
|      | 10          | 24          | 2002. szeptember 24. | 2003. május 20.    | NBC         |
|      | 11          | 24          | 2003. szeptember 23. | 2004. május 13.    | NBC         |
|      | Különkiadás | Különkiadás | 2004. május 13.      | 2004. május 13.    | NBC         |

## Fordítás
- Ez a szócikk részben vagy egészben  a   Frasier című angol Wikipédia-szócikk fordításán alapul.  Az eredeti cikk szerkesztőit annak laptörténete sorolja fel. Ez a jelzés csupán a megfogalmazás eredetét és a szerzői jogokat jelzi, nem szolgál a cikkben szereplő információk forrásmegjelöléseként.